# Клейн, Доминик Луи Антуан
Доминик Луи Антуан Клейн (фр. Dominique Louis Antoine Klein; 1761—1845) — французский военный деятель, дивизионный генерал (1799 год), граф (1808 год), участник революционных и наполеоновских войн. Имя генерала выбито на Триумфальной арке в Париже.

## Биография
Сын Жака-Луи Клейна (фр. Jacques-Louis Klein; 1736—1787), адвоката и начальника почтового отделения в Бламоне и Терезы Майёр (фр. Thérèse Mayeur; 1739—1799). 7 января 1783 года в Эрбевиллере женился на Марие-Агате Пьеррон (фр. Marie-Agathe Pierron; 1759—), и от которой имел двух сыновей .
Луи Клейн 20 июня 1777 года начал службу королевским стражем ворот вплоть до расформирования этой должности 1 октября 1787 года.

### Революционные войны

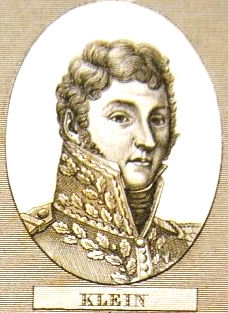
Портрет Генерала Клейна (изображение XIX века)

Он вернулся на службу 12 января 1792 года в качестве первого лейтенанта 83 пехотного полка, затем оставил его 20 мая, чтобы перейти в 11 кавалерийский полк. В том же году он посетил Живе, берега Самбры, принял участие в сражениях при Вальми и  Жемаппе. В октябре он присоединился к армии генерала Буве (или Буше), и в следующем году — к генералу Шамполону.
2 октября 1973 года назначен адъютантом при генерале-адъютанте Дебюро, 16 фримера II года по Французскому республиканскому календарю был назначен главнокомандующим, в это время сумел отличиться при осаде Мобёжа, битве при Флерюсе, хрестоматийных битвах при Маасе, Урте, и в провинции Эвай. Затем он командовал авангардом правого крыла Армии Самбры-и-Мааса под командованием Марсо и ещё раз отличился в переправе через Рур, захвате Бонна, Андернаха и Кобленца. 16 фремера III года (22 октября 1794 года) становится бригадным генералом. Командуя 7-м драгунским полком и 87-й полком 1-го пехотного построения был разбит. Во время переправы через реку Лан попал в сильное течение и едва не погиб, если бы к нему во время не подоспел Пьер-Бенуа Сульт, брат маршала Сульта.
Во время второй переправы через ту же реку, когда он командовал армией Самбры-и-Мааса дивизии Шампионне (Буцбах, 21 мессидора IV года по Французскому республиканскому календарю) он разбил арьергард австрийского генерала Вернека, захватил Вюрцбург, и одновременно с Неем 17 числа этого месяца вошёл в Бамберг, затем в количестве только 50 драгунов проявил чудеса храбрости, разбив значительно превосходивших его солдат Германской империи, которые его окружили. Следует также отметить атаки на деревни Лангфельд, Арбесмандост, Вофсбах и бой при Вайльбурге в сентябре 1796 года. В V год по Французскому республиканскому календарю, во время боя, который состоялся 7 брюмера, правый фланг французской армии, занимавший позиции от Бад-Кройцнаха до Кайзерслаутерна, численностью менее 6000 человек, отступал под натиском австрийской кавалерии, состоящей более чем из 11 000 человек. 28 жерминаля он выиграл битву при Нойвиде, разбив редут в Альтенкирхен и уничтожив полк австрийских барко-гусар. На следующий день под его натиском вражеская кавалерия вынуждена была отступить в Штейнберг.
5 февраля 1799 года — дивизионный генерал. 1 декабря 1802 года — генеральный инспектор кавалерии. 24 августа 1803 года — командир дивизии пеших драгун в Амьене. С 29 августа 1805 года по 14 мая 1807 года — командир 1-й драгунской дивизии корпуса резервной кавалерии маршала Мюрата в рядах Великой Армии.

### Наполеоновские войны

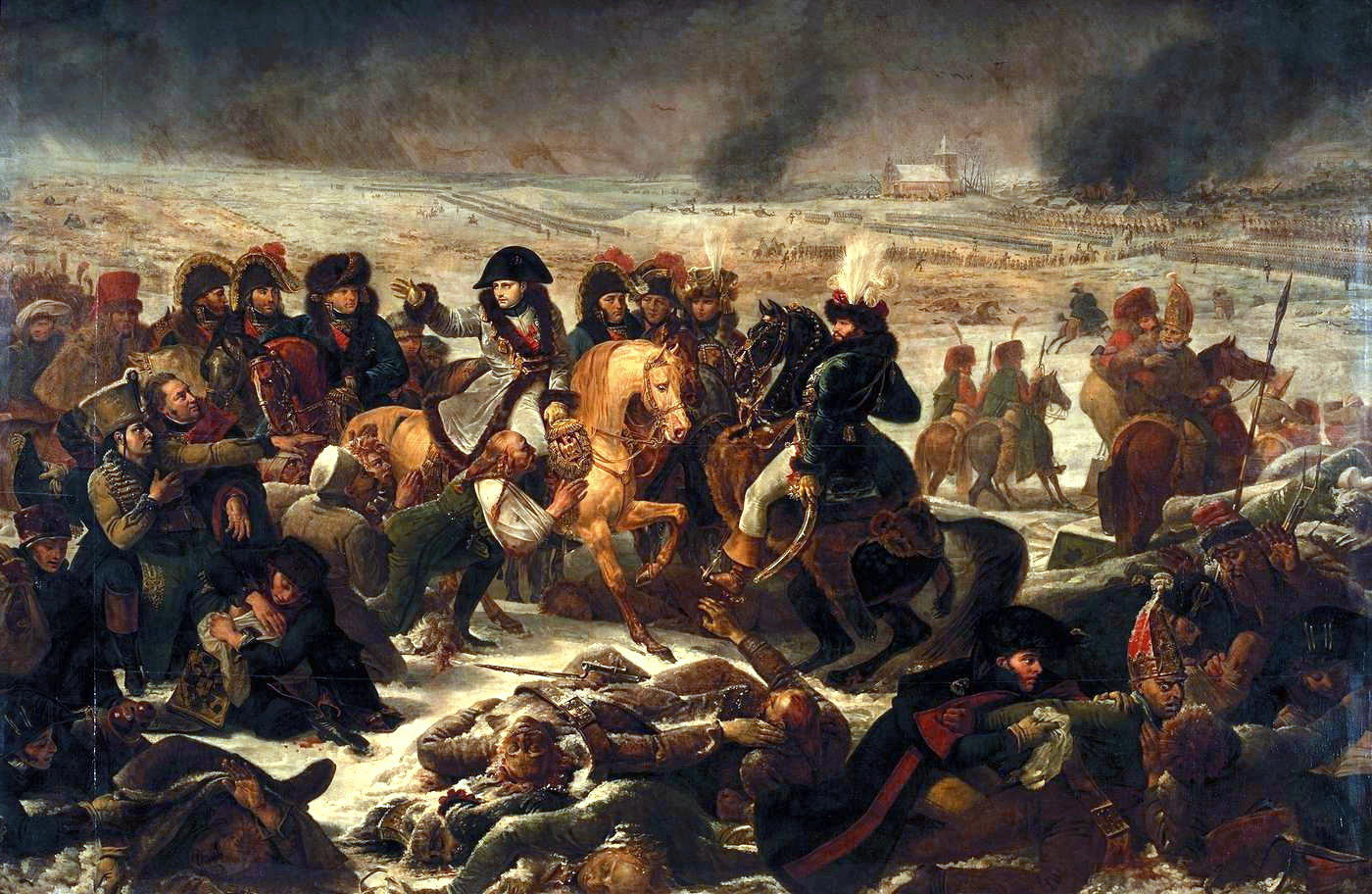
Наполеон во время битвы при Прейсиш-Эйлау (художник Антуан Жан Гро)

Посланник Великой армии в XIV году по Французскому республиканскому календарю, отличился, главным образом, в переправе через Дунай, бое под Донаувёртом, бое под Вертингеном и Альбуэке, заставив командира батальона Вернека вернуть Мершайм и Нюрнберг, вынудив сдаться 6 батальонов. В 1806 году, после битве при Йене и Ауэрштедте, император отправил его догонять остатки прусской армии. Клейн занял деревню Вайсензе в то время, когда корпус из 6000 всадников появился там, чтобы пересечь её. Прусский генерал, который не ожидал этой встречи, желая избежать боя, дал честное слово французскому генералу, что с Наполеоном I заключено перемирие. Клейн, полагая, что официальное лицо не может лгать в столь деликатном деле, отпустил отряд. Когда Клейн понял, что вследствие обмана генерала Блюхера, совершил серьёзную ошибку, было уже слишком поздно. Он отомстил ему на следующий день, догнав врага в Нересхайме, захватив 2 (или 10) знамени, 1000 пленных, в том числе адмирала.
24 декабря того же года Клейн и генерал Нансути значительно обогнали отряд казаков и другие кавалерийские корпуса, двигаясь к деревне Курсомб (Польша), благодаря успешной переправе через реку Вкра. Конная дивизия Клейна проявила себя во время битвы при Голымине и особенно — бою при Гофе, когда два русских полка произвели атаку на части маршала Сульта недалеко от деревни Гоф. Хотя эта атака была отбита, французский батальон из18-го пехотного полка был окружён русской кавалерией. Генерал Клейн, видя бедственное положение батальона, повёл свою дивизию в атаку, которая позволила вызволить батальон. Во время битвы при битвы при Прейсиш-Эйлау дивизия генерала Клейна принимала активное участие в атаках на левый фланг русской армии.

### Верховная палата
14 августа 1807 года — сенатор. 11 декабря 1808 года — вышел в отставку. 8 марта 1809 года — вернулся к активной службе. Получил назначение в Северную армию. 4 июня 1814 года — пэр Франции, не присоединился к императору после его возвращения с Эльбы, участвовал в суде над маршалом Неем, голосовал против смертного приговора и за его депортацию. Умер 2 ноября 1845 года в Париже в возрасте 84 лет. Имя генерала выбито на Триумфальной арке.

## Потомство
Луи Клейн женился 7 января 1783 года в Эрбевиллере (Лотарингия) на Марии-Агате Пьеррон (фр. Marie-Agathe Pierron). От этого брака имелось 2 сына:
- Мари-Арсен-Эдуард (фр. Marie-Arsène-Édouard) (19 апреля 1784, Бламон — 23 августа 1843,Люневиль) 2-й граф Клейн, старший кавалерийский офицер[7], кавалер Ордена Святого Людовика, женился в 1818 в Париже на Евгении де Шере (1792—1837), дочери Луи-Жан-Батиста (1760—1832), серебряных дел мастера, имел двоих дочерей:
  - Луиза-Арсен-Евгения (1 aпреля 1820, Виль-д’Авре — 12 июля 1893, Сен-Дье-де-Вож), графиня Клейн, вышла замуж 4 мая 1841 во II округе Парижа за Проспера Море[фр.] (1805—1886), архитектора исторических памятников, главного архитектора исторических памятников[фр.] в городе Нанси, от этого брака имелась дочь;
  - Луиза-Франсуаза-Клеменция (25 ноября 1825, Эрбевиллер — 5 июня 1906), вышла замуж в 1847 за Пьера-Анри Tиолиера (1818—1894), от этого брака имелась дочь;
- Сын — младший офицер, погиб в бою.

Разведён, император женил его 2 июля 1808 года на Каролине Валанжен-Арберг (фр. Caroline de Valangin-Arberg; 1779—1852), придворной даме императрицы Жозефины, дочери Никола-Антуана де Валанжен, графа д'Арберг (1736—1813) и графини д’Арберг (1756—1836), фрейлины императрицы, от которой имел сына:
- Эжен-Жозеф-Наполеон (фр. Eugene-Joseph-Napoleon; 1813—1872), называемого граф Клейн-д’Арберг, не был женат, информация о потомках отсутствует.

## Воинские звания
- Солдат (20 июня 1777 года);
- Первый лейтенант (12 января 1792 года);
- Полковник штаба (6 декабря 1793 года);
- Бригадный генерал (22 октября 1794 года);
- Дивизионный генерал (5 февраля 1799 года).

## Титулы

Герб графа

- Граф Клейн и Империи (фр. comte Klein et de l'Empire; декрет от 19 марта 1808 года, патент подтверждён 26 апреля 1808 года в Байонне)[8].

## Награды
Легионер ордена Почётного легиона (11 декабря 1803 года)
 Великий офицер ордена Почётного легиона (14 июня 1804 года)
 Кавалер баварского ордена Льва (март 1806 года)
 Кавалер военного ордена Святого Людовика (27 июня 1814 года)
 Большой крест ордена Почётного Легиона (29 апреля 1834 года)